# Nimrod (moszaw)
Nimrod (hebr. ‏נִמְרוֹד‎) – moszaw położony w samorządzie regionu Golan, w Dystrykcie Północnym, w Izraelu.
Leży w północnej części Wzgórz Golan.

## Historia
Moszaw został założony w 1982.

## Gospodarka
Gospodarka moszawu opiera się na turystyce.